# 男鹿のやきそば
男鹿しょっつる焼きそば（おがしょっつるやきそば）とは、秋田県男鹿市で販売されているご当地焼きそばである。

## 概要
男鹿市の特産であるハタハタ、しょっつる（魚醤）の食文化をPRしようと2009年3月に男鹿市商工会・しょっつる利活用推進協議会と地元の製麺業者が男鹿のオリジナルやきそばを開発した。
粉末ワカメと昆布ダシを練り込んだ薄緑色の麺、しょっつるベースの塩または、しょうゆ味のタレを使用している。具材にはベーコン、ハムを除き肉類は使用せず、イカ、えび、タコ、貝類、海苔など魚貝類で磯の風味を醸し出しているのが特徴である。
地元の飲食店約45軒で食べることができる。一般市販用もある。